# Santa Maria (Bulacan)
Santa Maria is een gemeente in de Filipijnse provincie Bulacan op het eiland Luzon. Bij de laatste census in 2007 had de gemeente ruim 205 duizend inwoners.

## Geografie

### Bestuurlijke indeling
Santa Maria is onderverdeeld in de volgende 24 barangays:
| - Bagbaguin - Balasing - Buenavista - Bulac - Camangyanan - Catmon - Caypombo - Caysio - Guyong - Lalakhan - Mag-asawang Sapa - Mahabang Parang | - Manggahan - Parada - Poblacion - Pulong Buhangin - San Gabriel - San Jose Patag - San Vicente - Santa Clara - Santa Cruz - Silangan - Tabing Bakod - Tumana |

## Demografie
Santa Maria had bij de census van 2007 een inwoneraantal van 205.258 mensen. Dit zijn 60.976 mensen (42,3%) meer dan bij de vorige census van 2000. De gemiddelde jaarlijkse groei komt daarmee uit op 4,98%, hetgeen hoger is dan het landelijk jaarlijks gemiddelde over deze periode (2,04%). Vergeleken met de census van 1995 is het aantal mensen met 104.187 (103,1%) toegenomen.

De bevolkingsdichtheid van Santa Maria was ten tijde van de laatste census, met 205.258 inwoners op 90,92 km², 1111,6 mensen per km².